# East Bangor
Pour les articles homonymes, voir Bangor.
East Bangor est un borough du comté de Northampton, dans l'État de Pennsylvanie, aux États-Unis. Il fait partie de l'aire métropolitaine d'Allentown-Bethlehem-Easton et de la « ceinture d'ardoise » (Slate Belt) de la Pennsylvanie.
East Bengor compte 1 172 habitants en 2010.

## Géographie
East Bangor se trouve aux coordonnées 40° 52′ 47″ N, 75° 11′ 06″ O (40.879848, -75.184934), à environ 600 pieds (183 m) d'altitude.
D'après le Bureau du recensement des États-Unis, le borough s'étend sur 0,92 milles carrés (2,38 km2), dont 0,10 mille carré (0,26 km2, soit 10,87 %) est recouvert d'eau.

## Galerie d'images

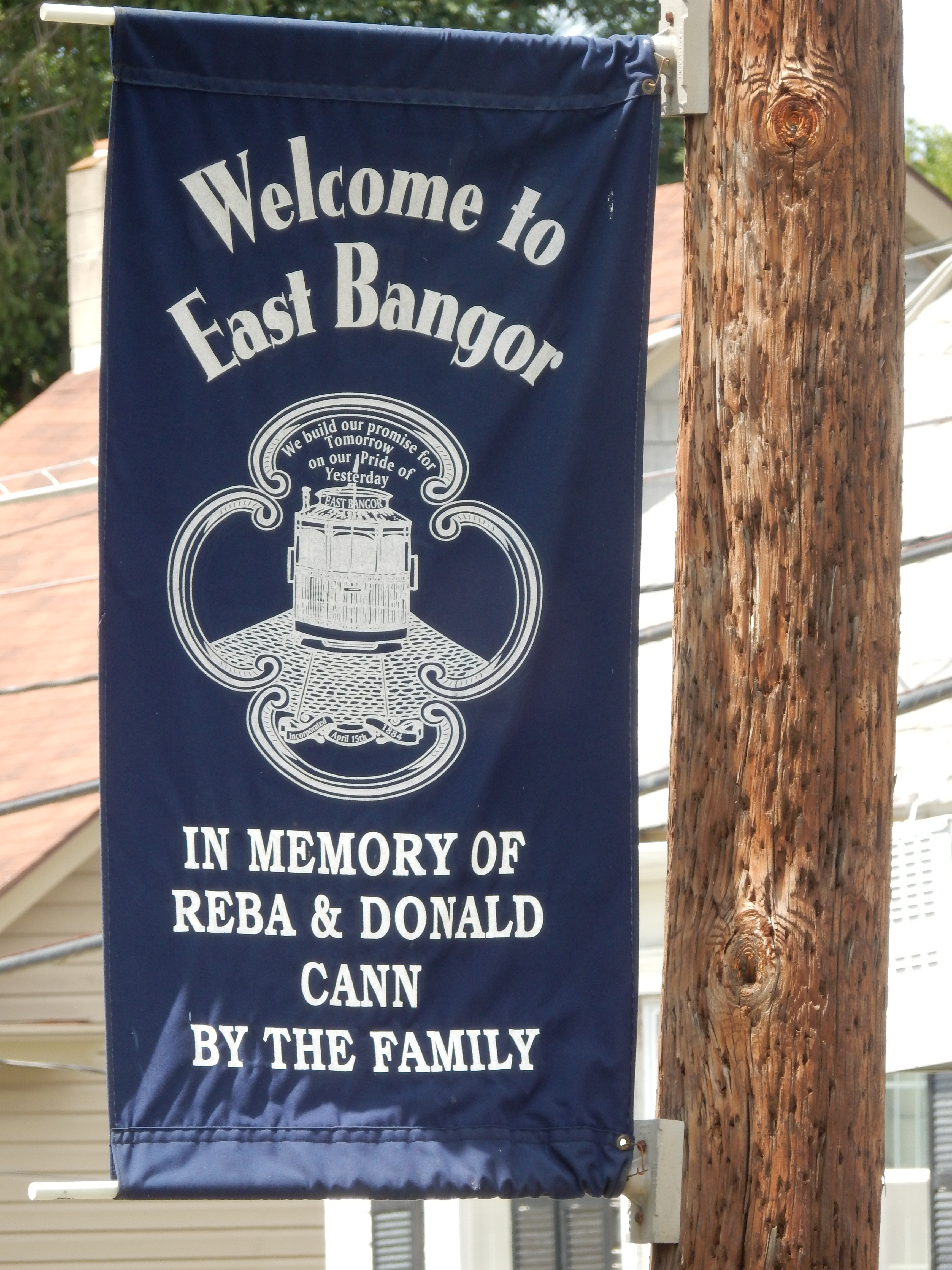
Un panneau de bienvenue à East Bangor
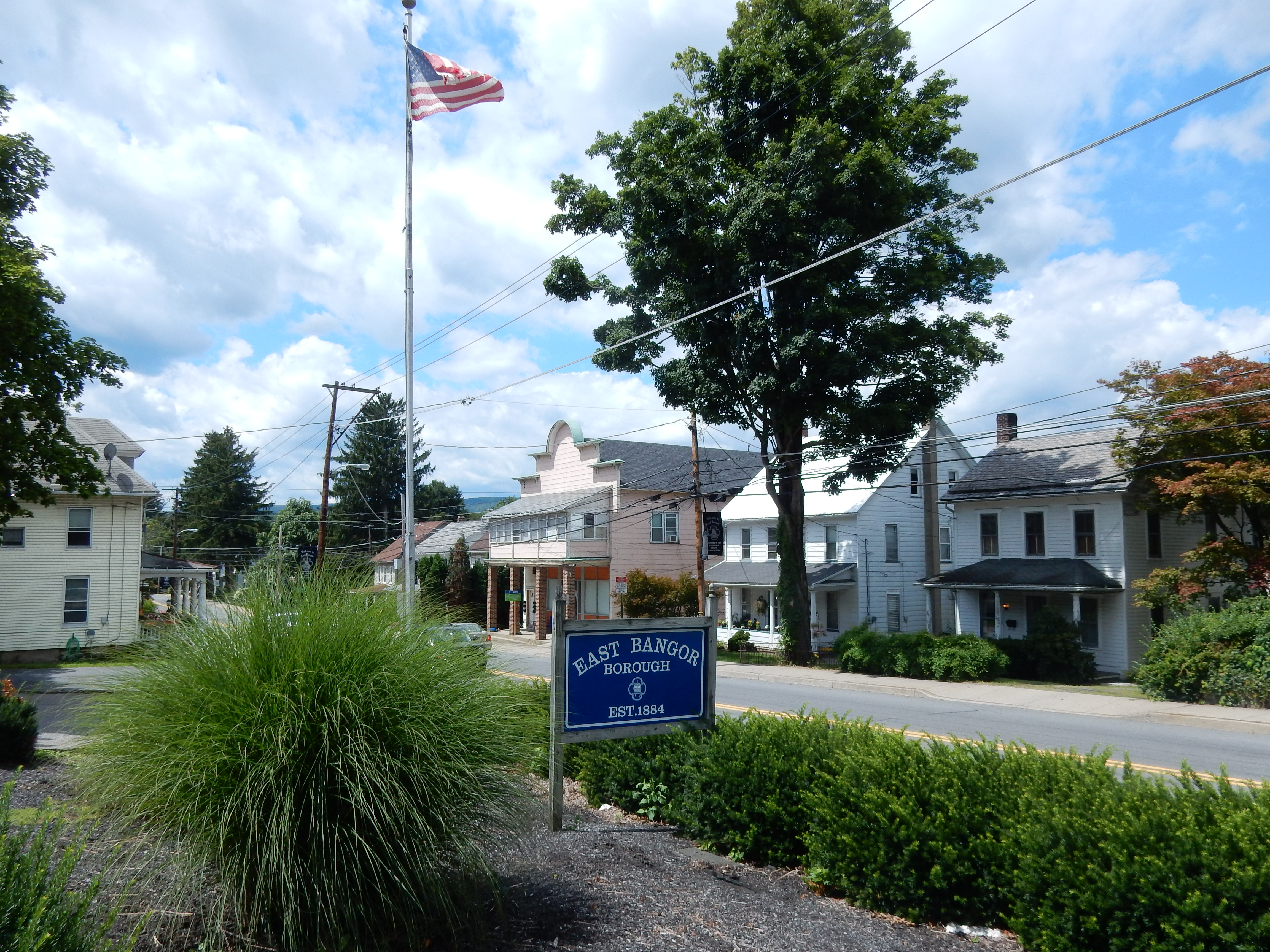
Central Avenue à East Bangor (PA 512)
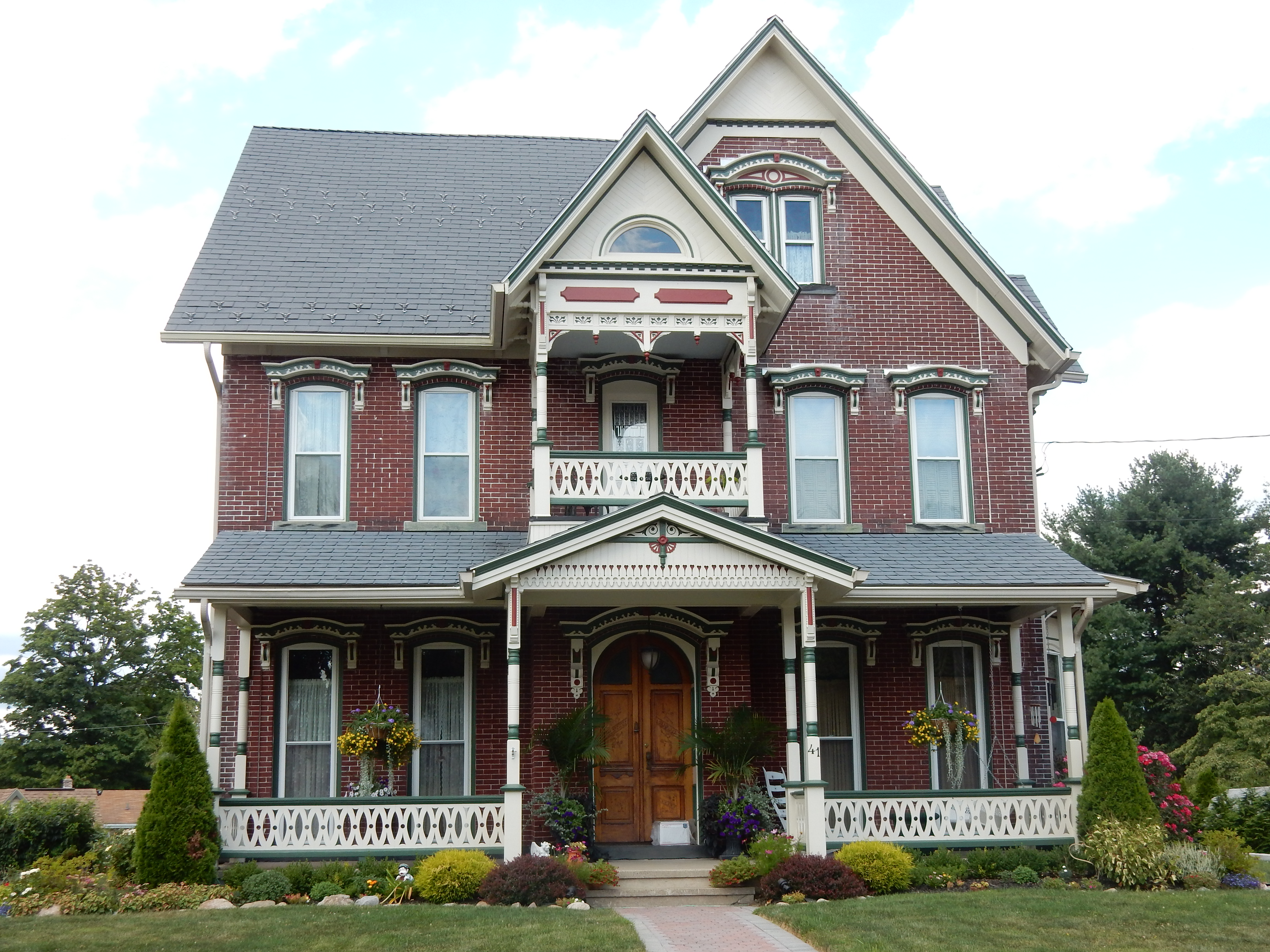
Une résidence sur Central Ave.
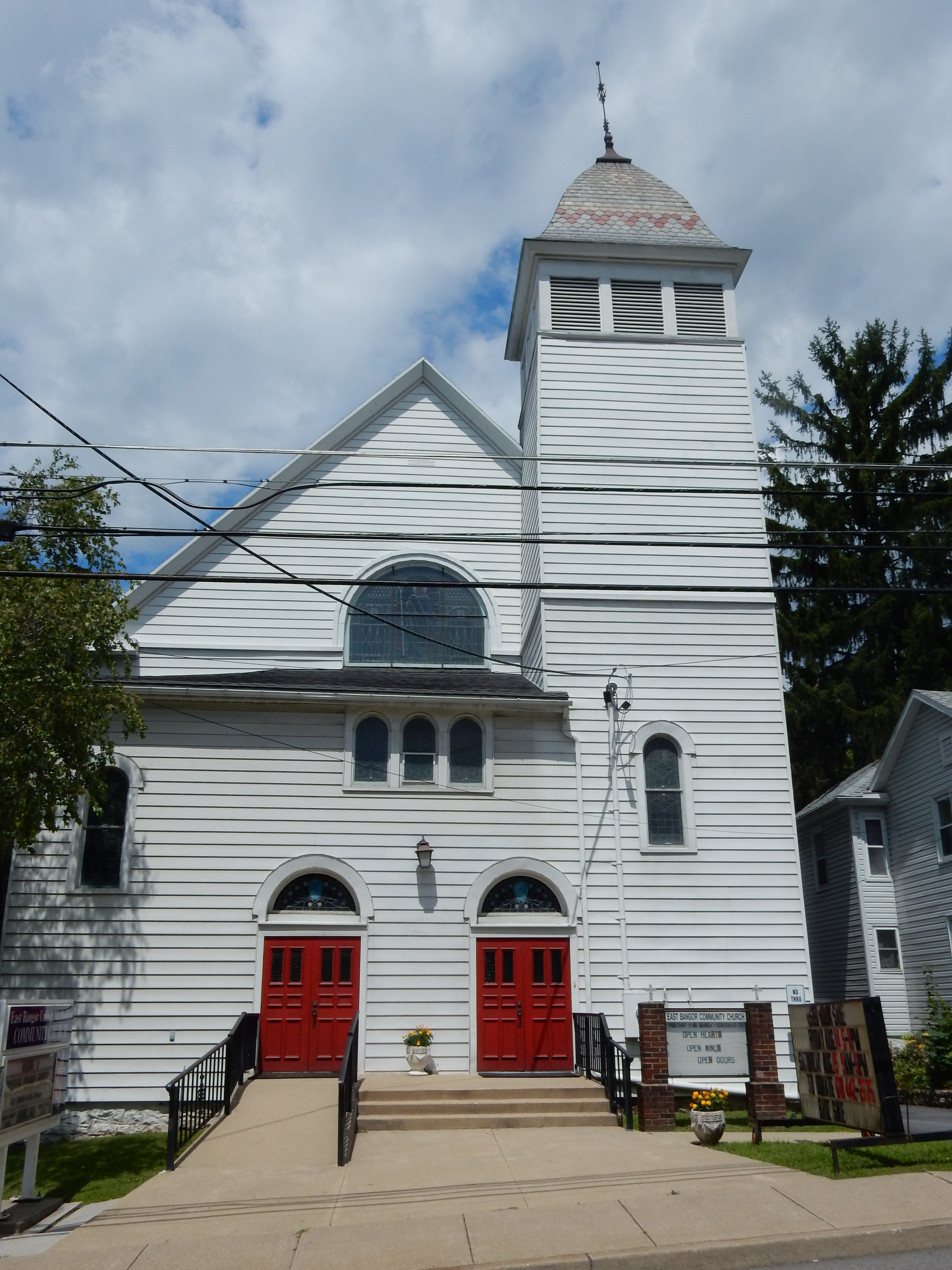
L'église méthodiste d'East Bangor (East Bangor United Methodist Community Church)
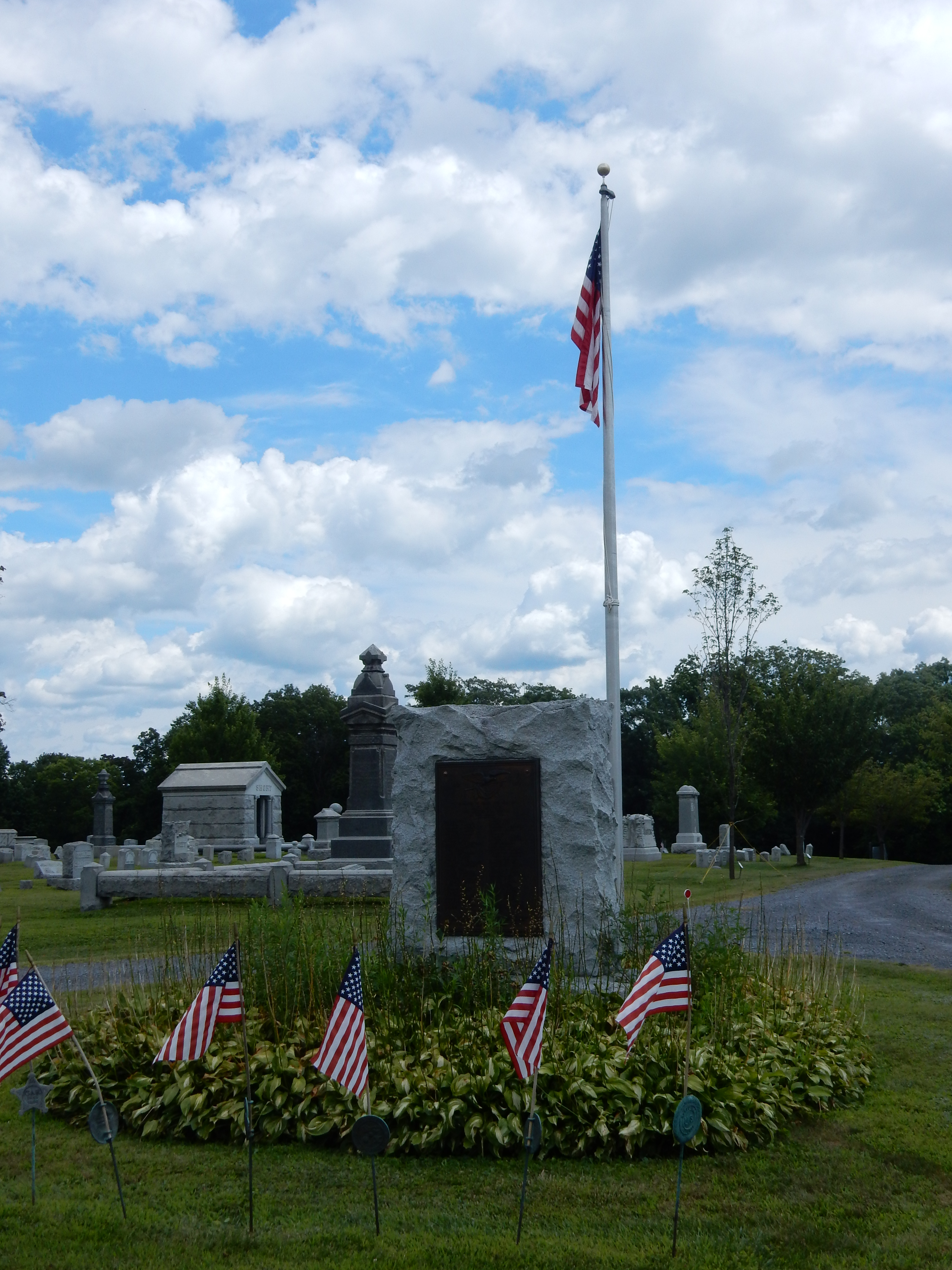
Le mémorial de la Première Guerre mondiale au cimetière d'East Bangor